# Spermophagus multilineolatus
Spermophagus multilineolatus is een keversoort uit de familie bladkevers (Chrysomelidae). De wetenschappelijke naam van de soort werd in 1918 gepubliceerd door Maurice Pic.